# Малая Малышевка
Малая Малышевка — село в Кинельском районе Самарской области России. Административный центр сельского поселения Малая Малышевка.

## Название
Старинное название села Малая Малышевка в Кинельском районе — Башкирка. Произошло оно по старинной легенде от женщины — вождя башкир, отряд которой погиб в этих местах от казаков Красной Самарки. Согласно легенде, в ходе кровопролитной битвы часть башкирских кочевников была убита, остатки войск обращены в бегство, а девушка захвачена в плен. Ей была дарована жизнь при условии захоронения ею всех погибших соплеменников. Она так и осталась жить на окраине села рядом с братской могилой до самой своей кончины. Поэтому в народе село до сих пор называют Башкиркой, а на том месте, где прожила свою жизнь храбрая девушка, в 2005 году администрацией села под руководством Сергея Викторовича Курапова был установлен памятник в виде башкирского головного убора из гранитных камней, а на мемориальной плите высечены стихи Дианы Леоновой:
«Людское сердце пусть не каменеет                                                          
От прошлых лет и от былых обид,
Пусть память предков вечным ветром веет,
А добрый разум всех поймет и всех простит».

## География
Село находится в центральной части Самарской области, в пределах Высокого Заволжья, в степной зоне, при автодороге 36К-238, на расстоянии примерно 25 километров (по прямой) к юго-востоку от Кинеля, административного центра района. Абсолютная высота — 87 метров над уровнем моря.
Климат
Климат характеризуется как умеренно континентальный, с холодной малоснежной зимой и жарким сухим летом. Среднегодовая температура воздуха — 3,8 °С. Средняя температура воздуха самого тёплого месяца (июля) — 28,4 °C (абсолютный максимум — 40 °C); самого холодного (января) — −14 °C (абсолютный минимум — −40 °C). Среднегодовое количество атмосферных осадков составляет 470 мм, из которых 290 мм выпадает в период с июня по октябрь. Снежный покров держится в течение 140—150 дней.
Часовой пояс
Село Малая Малышевка, как и вся Самарская область, находится в часовой зоне МСК+1. Смещение применяемого времени относительно UTC составляет +4:00.

## Население
| 2010 |
| ---- |
| 2279 |

Половой состав
По данным Всероссийской переписи населения 2010 года в гендерной структуре населения мужчины составляли 50,4 %, женщины — соответственно 49,6 %.
Национальный состав
Согласно результатам переписи 2002 года, в национальной структуре населения русские составляли 83 % из 1944 чел.